# Michal Kesl
Michal Kesl (* 29. Mai 1982 in Plzeň) ist ein ehemaliger tschechischer Bahn- und Straßenradrennfahrer.

## Sportlicher Werdegang
Michal Kesl wurde 2001 in Fiorenzuola d’Arda U23-Bahnrad-Europameister in der Mannschaftsverfolgung, zusammen mit Libor Hlaváč, Alois Kaňkovský und Stanislav Kozubek. Im selben Jahr belegte er mit Martin Bláha, Libor Hlaváč und Stanislav Kozubek den zweiten Platz in der Mannschaftsverfolgung beim Bahnrad-Weltcup in Malaysia. Ebenfalls im selben Jahr wurde er nationaler Meister in der Einerverfolgung. Es folgten zwei weitere Einsätze bei Weltcups, so 2002 in der Einerverfolgung beim Lauf in Moskau (16. Platz) sowie 2004 in Manchester in der Mannschaftsverfolgung (Platz 13).
Ab der Saison 2003 fuhr Kesl für die Radsport-Mannschaft von Dukla Praha. 2005 wurde er tschechischer Vizemeister in der Mannschaftsverfolgung und im Scratch. Auf der Straße blieb er ohne bemerkenswerte Erfolge.
2014 gründete Kesl in seinem Geburtsort Pilsen das Radsportteam Nejlevnější Pneu Cycling Team und fuhr selbst weiterhin Rennen in der tschechischen Giant Liga für Amateure.

## Erfolge – Bahn
2001
- Europameister – Mannschaftsverfolgung (U23) mit Libor Hlavac, Alois Kaňkovský und Stanislav Kozubek
- Tschechischer Meister – Einerverfolgung